# Linden (Gemeinde Altlengbach)
Linden ist ein Dorf und Ortsteil von Altlengbach in Niederösterreich.
Das Dorf liegt südwestlich von Altlengbach im Tal des Laabenbaches und besteht aus mehreren landwirtschaftlichen Anwesen. Es ist über die Landesstraße 119 zu erreichen.

## Geschichte
Laut Adressbuch von Österreich waren im Jahr 1938 in Linden ein Bauunternehmer und einige Landwirte ansässig.